# Mijwiz
El mijwiz es un instrumento de viento tradicional en la música árabe. 

## Construcción
Su nombre en árabe significa dual o casado. Consiste en dos tubos cilíndricos del mismo tamaño, con orificios para los dedos. A veces se le llama también Al-Mizmar, Al Mazawij, Al-Matbakh o Al-Maqrunah. Normalmente se hace con cañas.

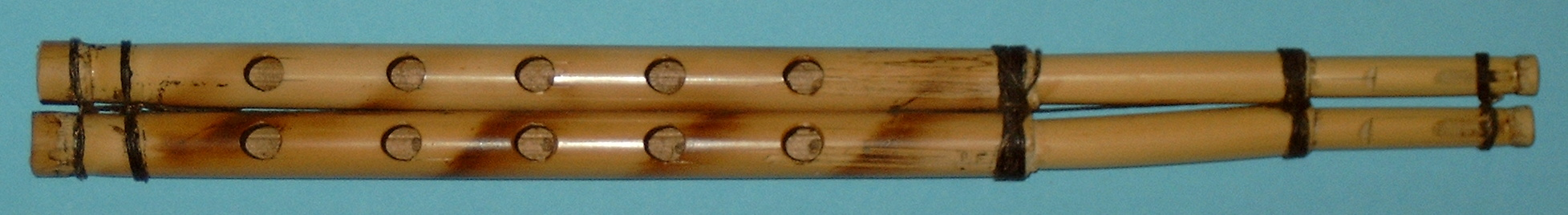
Mijwiz de Egipto.